# Паун (Јаши)
Паун (рум. Păun) насеље је у Румунији у округу Јаши у општини Барнова. Oпштина се налази на надморској висини од 354 m.

## Становништво
Према подацима из 2002. године у насељу је живело 940 становника, од којих су сви румунске националности.